# Ópera Prima en Movimiento
Ópera Prima en Movimiento (ballet) Es el primer reality show en México dedicado al apoyo de nuevos talentos dentro del ballet y la difusión de esta disciplina. Transmitido por Canal 22 producido por Enrique Strauss y Claudia D'Agostino. Es conducido por la actriz y cantante Sasha Sokol.

## Proyecto
El reality show "Ópera Prima en Movimiento", surge en 2010 como un festejo más del bicentenario mexicano por parte de CONACULTA y Canal 22 para apoyar al talento mexicano, del cual surgieron "Las voces del bicentenario".
En 2011, debido al éxito obtenido, se decide realizar nuevamente este proyecto, esta vez apoyando a la danza clásica, pero conservando el nombre de "Ópera Prima en Movimiento". 
Las convocatorias se llevaron a cabo en las ciudades de Monterrey, Guadalajara y Ciudad de México, a las cuales asistieron más de 230 aspirantes bailarines de todo el país y algunos países de Centroamérica y Cuba.  De entre ellos, solo 20 concursantes (10 hombres y 10 mujeres) fueron seleccionados por el comité de expertos, conformado por Cuauhtémoc Nájera (Director de Danza de la UNAM), James Kelly (coreógrafo), Dalirys Valladares (primera bailarina) y Raúl Fernández (primer bailarín).
Los seleccionados prepararán diariamente clases de interpretación, coreografías de repertorio clásico, así como montajes coreográficos contemporáneos, entre otras actividades. Tomarán clases con destacados profesionales como el bailarín Julio Bocca, Julio Arozarena, asistente de dirección artística del Ballet de Béjart, de Lausanne y Mario Galizzi, director del Ballet Estable del Teatro de la Plata, entre otros.
Además en cada una de las transmisiones, se rendirá homenaje a grandes figuras de la danza clásica como Guillermina Bravo, Josefina Lavalle, Nellie Happee, Laura Urdapillet, Felipe Segura, Jorge Cano y Carlos López.
Este reality show cultural cuenta con el apoyo de la Compañía Nacional de Danza del INBA, el Fondo Nacional para la Cultura y las Artes, el Centro Nacional de las Artes, el Sistema Nacional de Fomento Musical, el Centro de Nacional de Investigación, Documentación e Información sobre la Danza, la Dirección de Danza Clásica y Contemporánea de la Secretaria de Cultura de Jalisco, la Academia Mexicana de la Danza, la Escuela Nacional de Danza Clásica y Contemporánea, y la Escuela Superior de Música y Danza de Monterrey.

## Ganadores
La Gran ganadora con el primer puesto fue la tapatía Patricia Velázquez de 20 años, quien se hizo acreedora de una beca otorgada por el Fondo Nacional para la Cultura y las artes de 30 mil pesos mensuales por tres años, además de una participación en un montaje de la Compañía Nacional de Danza en su temporada 2011, una gira internacional con la compañía Europa Dance ,donde recibirá una estancia en Francia, además de una gratificación mensual de 720 euros durante el periodo de ensayos y un pago de 1400 euros al mes durante la gira por Francia y el extranjero.
El segundo lugar fue para el bailarín de ascendencia cubana Damián Zamorano de 19 años, quien obtuvo una beca del Fondo Nacional Para la Cultura y las Artes de 30 mil pesos mensuales por dos años y una participación en un montaje del Ballet de Monterrey en su temporada 2011.
El tercer lugar lo ocupó el participante guatemalteco Norman Barrios, quien también recibió una beca por el FONCA de 30 mil pesos pero por un año.
Y el cuarto lugar fue para la capitalina, Nayely Quiroz, la cual se hizo acreedora a una beca de 25 mil pesos por un año, otorgada por el FONCA.
Además, hubo un quinto premio de 50 mil pesos otorgado por el público el cual fue patrocinado por Telcel.
Por último se avisó que el New York International Ballet Competition (NYIBC) invitará a una pareja de concursantes a participar con una beca completa en la XI Edición de NYIBC que se llevará a cabo del 3 al 23 de junio de 2013.

## Participantes
- Damián Zamorano (19 años, D.F.) ganador segundo lugar
- Alan Rubén Ramírez (22 años, D.F.)
- Fausto Daniel Serrano (19 años, D.F.)
- Andrea Suárez (19 años, Estado de México)
- Pepita Yoalli Sousa (21 años, D.F.)
- Jesús Torres (22 años, D.F.)
- Dalí Estrada (18 años D.F.)
- Luis Alberto Mondragón (19 años, Morelia)
- María Antonieta Lamothe (19 años, Monterrey)
- Bárbara Treviño, (21 años, D.F.)
- Roberto Rodríguez (21 años,La habana, Cuba)
- Patricia Velázquez (20 años, D.F.) Ganadora primer lugar
- Pitzintekutli Xochipilli Méndez (18 años, D.F.)
- María Fernanda Cervantes (18 años, D.F.)
- Marcela Scarlett González (17 años, Nuevo León)
- Nayely Quiroz (17 años, D.F.) Ganadora cuarto lugar
- Norman Roberto Barrios (21 años, Guatemala, Guatemala) Ganador tercer lugar
- Yubal Eduardo Morals (19 años, D.F.)
- Aisha Jireh Moreno (21 años, Monterrey)
- Mario Jair Chimal (17 años, D.F.).